# FCバルザース
FCバルザース（Fußball Club Balzers）は、リヒテンシュタイン・バルザースのサッカークラブ。リヒテンシュタインには全国リーグが存在しないため、越境してスイスリーグに参加している。2010-11シーズンより1. Liga クラシック（4部相当）に所属。
クラブは1932年2月14日に創設された。FCファドゥーツ，FCトリーゼンと共に、リヒテンシュタインオリジナル3クラブと呼ばれている。しかしオリジナル3クラブでは一番遅く、1964年にリヒテンシュタイン・カップで初優勝を達成した。以降、同カップではFCファドゥーツに次ぐ、11回の優勝を誇る。
リヒテンシュタインカップ勝者として出場した1993-1994シーズンのUEFAカップウィナーズカップで、ヨーロッパの大会にデビューした。そして、同大会の予選ラウンドでアルバニアのKFアルブペトロールに2戦合計・3-1で勝利を収め、リヒテンシュタイン勢として初めて1次ラウンド進出を果たした（1次ラウンドで、PFC CSKAソフィア〈ブルガリア〉に2戦合計・1-11で惨敗）。1997-1998シーズンのUEFAカップウィナーズカップにも出場したが、初戦でBVSCブダペスト（ハンガリー）に敗れた。UEFAカップに名称変更してからは、リヒテンシュタイン・カップでの優勝がないこともあって、出場歴がない。

## タイトル
- リヒテンシュタイン・カップ:11回

1964, 1973, 1979, 1981, 1982, 1983, 1984, 1989, 1991, 1993, 1997

## 国際試合の戦績
| シーズン | 大会                       | ラウンド     | 対戦クラブ         | ホーム | アウェー | 合計スコア |
| -------- | -------------------------- | ------------ | ------------------ | ------ | -------- | ---------- |
| 1993–94  | UEFAカップウィナーズカップ | 予選ラウンド | KFアルブペトロール | 3–1    | 0–0      | 3–1        |
| 1993–94  | UEFAカップウィナーズカップ | １次ラウンド | PFC CSKAソフィア   | 1–3    | 0–8      | 1–11       |
| 1997–98  | UEFAカップウィナーズカップ | 予選ラウンド | BVSCブダペスト     | 1–3    | 0–2      | 1–5        |

## 歴代代表
- ロビ・アグノラッツァ
- シュテファン・ヴォルフィンガー

## 歴代所属選手
FW
- マリオ・フリック 1990-1994, 2011-